# Wolfgang Pauli
Wolfgang Ernst Pauli (Vienna, 25 aprile 1900 – Zurigo, 15 dicembre 1958) è stato un fisico austriaco naturalizzato svizzero.
Fra i padri fondatori della meccanica quantistica, suo è il principio di esclusione, per il quale vinse il premio Nobel nel 1945, secondo il quale due elettroni in un atomo non possono avere tutti i numeri quantici uguali.

## Biografia
Pauli nacque nel quartiere viennese di Döbling da Berta Camilla Schütz e Wolfgang Joseph Pauli; il padre, di origine ebraica, aveva cambiato cognome nel 1898 da Pascheles a Pauli poco prima di convertirsi al cattolicesimo e sposarsi. Il secondo nome di Pauli, Ernst, gli fu dato in onore del suo padrino di battesimo Ernst Mach. Studiò presso il Döblinger Gymnasium di Vienna, dove si diplomò nel 1918. Dopo appena due mesi, pubblicò il suo primo articolo sulla teoria della relatività generale di Albert Einstein.
Trasferitosi a Monaco di Baviera nel luglio del 1921 conseguì, sotto la guida di Arnold Sommerfeld, presso l'Università Ludwig-Maximilian, il dottorato in fisica: suo compagno di corso era Werner Heisenberg. Sommerfeld (che non aveva tempo a sufficienza) chiese a Pauli di realizzare un articolo sulla relatività per la Encyklopaedie der mathematischen Wissenschaften, un'opera enciclopedica ideata da Felix Klein che avrebbe dovuto raccogliere articoli descrittivi dedicati alla matematica e alla fisica teorica. Due mesi dopo aver ricevuto il suo dottorato, Pauli completò l'articolo, di 237 pagine, ottenendo gli elogi di Einstein: pubblicato come monografia, esso è ancora oggi uno dei riferimenti base sull'argomento.
In quegli anni universitari Pauli si distinse subito per la sua genialità, ma anche per il suo carattere sprezzante con i compagni. Rimproverò un collega dicendogli: «Non mi importa se lei pensa lentamente, ma ho da ridire quando pubblica più rapidamente di quanto pensa». Oppure nel giudicare un articolo sbagliato disse: «Non merita neppure di essere definito sbagliato». Persino su Einstein affermò: «Sapete, quello che ha detto il signor Einstein non è così stupido».
Passò un anno all'Università di Gottinga come assistente di Max Born, e l'anno seguente andò all'Istituto Niels Bohr di fisica teorica a Copenaghen su invito dello stesso Bohr, impressionato dalle sue capacità. In quegli anni si imbatté nel problema ancora non risolto dell’effetto Zeeman senza riuscire tuttavia a trovare una soluzione. Questa incapacità lo mise in difficoltà facendolo cadere in depressione. Un giorno un collega dell’istituto lo incontrò per le strade di Copenaghen e gli disse: «Hai un’aria infelice» ed egli rispose: «E come può avere un aspetto felice uno che sta pensando all’effetto Zeeman anomalo?».
Dal 1924 al 1928 fu docente all'Università di Amburgo, dove contribuì ad elaborare i fondamenti della meccanica quantistica. In particolare formulò il Principio di esclusione che porta il suo nome e la teoria non-relativistica sullo spin. Ad ispirare questo principio fu l'articolo di uno studente di Cambridge, Edmund Clifton Stoner che nel 1924 scrisse un articolo in cui ipotizzava dei limiti alla possibilità di occupare le orbite di un atomo. Egli considerò la regola matematica come il quarto numero quantico, numero che venne interpretato l’anno successivo da Samuel Abraham Goudsmit e George Uhlenbeck come un semplice valore di spin.
Nel 1928 venne nominato professore di fisica teorica all'Istituto federale di Tecnologia di Zurigo, in Svizzera. Nel maggio 1929, Pauli abbandonò la Chiesa cattolica romana e in dicembre sposò Käthe Margarethe Deppner, dalla quale divorziò nel 1930, dopo poco meno di un anno. Dal 1930 al 1937 partecipò ai principali congressi di fisica in Unione Sovietica, negli Stati Uniti ed in Italia (dove incontrò Fermi). Nel 1934, sposò Franciska Bertram, alla quale restò legato fino alla morte.
L'annessione dell'Austria da parte della Germania nazista, avvenuta nel 1938, fece di lui un cittadino tedesco. A causa dello scoppio della seconda guerra mondiale, Pauli, nel 1940, emigrò negli Stati Uniti, dove diventò professore di fisica teorica a Princeton. Con la fine delle ostilità, rientrò in Europa, a Zurigo. Quindi nel 1945 ricevette il premio Nobel per la fisica per la scoperta del Principio di esclusione. Nel 1949 divenne cittadino svizzero.  Morì il 15 dicembre 1958 a Zurigo per un cancro al pancreas.

### La collaborazione con Jung
Pauli si rivolse al già famoso psicoanalista Carl Gustav Jung per risolvere alcuni dei suoi problemi personali. Il percorso psicoanalitico però si rivelò sempre più appassionante, al punto da far nascere una collaborazione tra i due sfociata in un reciproco scambio di esperienze e punti di vista tra il mondo della meccanica quantistica e la psicoanalisi. In particolare Pauli si appassionò alla questione della sincronicità.

## L’effetto Pauli
L’effetto Pauli è un'espressione gergale che si riferisce ad aneddoti sullo stesso Pauli, secondo i quali tutte le volte in cui entrava in un laboratorio avvenivano dei malfunzionamenti alla strumentazione, tanto che il collega Otto Stern gli impose di non entrare assolutamente nel suo laboratorio. Siccome credeva a fenomeni parapsicologici, arrivò a ritenere che questi effetti fossero dovuti a sue manifestazioni psichiche.

## Contributi scientifici
- 1924 - Formula il principio di esclusione di Pauli;
- 1925 - Dopo la pubblicazione da parte di Heisenberg del formalismo matriciale della teoria quantistica, Pauli lo utilizza per derivare lo spettro dell'atomo di idrogeno;
- 1927 - Introduce le matrici di Pauli come basi per le operazioni sugli spin: questo lavoro influenzò Dirac e l'omonima equazione sugli elettroni relativistici;
- 1931 - Propone l'esistenza di una particella senza carica e senza massa per spiegare lo spettro del decadimento beta osservato: nel 1934 Fermi incorporò nella sua teoria sul decadimento tale particella che chiamò neutrino. La prima evidenza sperimentale della sua esistenza avvenne nel 1956;
- 1940 - Dimostra il teorema sulla statistica degli spin, che stabilisce che una particella a spin semi-intero è un fermione, mentre una a spin intero un bosone.

## Curiosità
- Egli venne soprannominato "flagello di Dio" per il suo carattere irruento.[3]
- Nel periodo trascorso all’università come assistente di Born egli si dedicava alla fisica sino a notte fonda per poi svegliarsi sempre tardi al mattino. Per fargli tenere una lezione alle 11 del mattino, Born lo faceva svegliare da una cameriera.[4]
- La sua storia e il suo rapporto con Jung, nonché la sua ricerca interiore, e l'ossessione di non aver mai amato una donna, viene raccontata per la prima volta dalla fisica e scrittrice Gabriella Greison nel suo libro "Ogni cosa è collegata", Mondadori, dopo lunghe ricerche nei suoi archivi e sul posto dove ha vissuto[5].